# Piotr Folusznik
Piotr Folusznik – patriarcha Antiochii w latach 471–488. Należał do nurtu monofizyckiego, nieprzyjmującego uchwał Soboru chalcedońskiego odnośnie do dwóch natur w jednej osobie Chrystusa: natury Boga i  natury człowieka. Sobór ten zaakceptował i poparł rozwiązania chrystologiczne zaproponowane w Tomus ad Flavianum przez papieża Leona Wielkiego.
Piotr jako pierwszy wprowadził w Patriarchacie Antiochii Nicejsko-konstantynopolitańskie wyznanie wiary do liturgii Eucharystii. Z Syrii ten zwyczaj liturgiczny został przeniesiony na chrześcijański Zachód i tam się rozprzestrzenił, poczynając od Hiszpanii.